# Paracolletes callander
Paracolletes callander là một loài Hymenoptera trong họ Colletidae. Loài này được Cockerell mô tả khoa học năm 1915.